# Christine Hengst
Christine Antonia Hengst (* 16. April 1897 in Essen; † 6. Februar 1966 ebenda) war eine deutsche Schulrätin. Sie wurde 1945 als erste Frau in einem solchen Amt in Nordrhein-Westfalen zur Schulrätin ernannt. Zudem war sie Vorsitzende des Vereins katholischer deutscher Lehrerinnen und stellvertretende Vorsitzende des Diözesankomitees der Katholikenausschüsse des Erzbistums Köln. 

## Leben und Wirken
Christine Hengst wurde als Tochter eines städtischen Büroassistenten geboren. Dabei war sie das älteste von neun Kindern, die alle ebenfalls pädagogische oder soziale Berufe ausübten. 
Nach dem Abschluss der Volksschule erlernte sie den Beruf der Volksschullehrerin. Nach bestandenem Lehrerinnenexamen arbeitete sie von 1916 bis 1919 als Hilfsschullehrerin. Im direkten Anschluss folgte bis 1945 eine Anstellung als Lehrerin einer Schwerhörigenschule in Essen. Sie machte sich einen Namen als Heilpädagogin aus Leidenschaft und erweiterte in einer beurlaubten Zeit von 1925 bis 1927 ihre Ausbildung durch ein Studium der Philosophie, Psychologie und Psychopathologie an der Humboldt-Universität zu Berlin. Zudem wurde sie durch die Politikerin und Lehrerin Elisabeth Stoffels zur ständigen Mitarbeiterin im Volksschulausschuss, in dem sie den Bereich Heilpädagogik vertrat.
Während der Zeit des Nationalsozialismus stellte sich Christine Hengst gegen die Nationalsozialisten und musste deshalb ihr Amt als Leiterin der Jugendlehrerfortbildung in Essen niederlegen. Sie schloss sich keiner nationalsozialistischen Organisation an und war stattdessen, wie auch Elisabeth Stoffels, zwischen 1933 und 1952 aktives Mitglied und Vorsitzende im Verein katholischer deutscher Lehrerinnen mit Sitz in Essen, der als Widerstandszentrum bekannt war. Als gläubige Katholikin und im Auftrag von Kardinal Karl Joseph Schulte leitete sie zwischen 1934 und 1942 die Arbeitskreise für Ordensschwestern, um diese zur Ausübung der kirchlichen Lehrgewalt auszubilden, der Erlangung des Missio canonica.
1945 wurde Christine Hengst zur Schulrätin ernannt, wobei sie als erste Frau in Nordrhein-Westfalen ein solches Amt antrat und vom männlichen Kollegium viel Anerkennung erhielt. Sie war damit für alle Sonderschulen der Stadt Essen zuständig. 
Zusammen mit Mathilde Kaiser gründete Christine Hengst die Arbeitsgemeinschaft der Essener katholischen Frauenverbände, die sie ab 1945 leitete. Im gleichen Jahr war sie Mitglied des Vorstandes des Diözesankomitees der Katholikenausschüsse des Erzbistums Köln geworden. Dort war sie ab 1955 stellvertretende Vorsitzende. 

Nachdem sie auch den Schulbezirk Borbeck geleitet und einige ehrenamtliche Tätigkeiten übernommen hatte, ging Christine Hengst im Frühjahr 1962 wegen gesundheitlicher Probleme in den Ruhestand. Sie lebte nach ihrem Grundsatz für soziale Befriedigung: 

„Wenn wir keinen Frieden in unserer nächsten Umgebung schaffen, kann es draußen keinen Frieden geben.“

Christine Hengst ist auf dem Essener Parkfriedhof beigesetzt worden.